# 会展东站
会展东站是广州海珠有轨电车1号线的一个车站，位于中國廣東廣州市海珠區阅江中路与会展东路交会处之地面，于2014年12月31日随线路开通試乘而启用。

## 車站結構
会展东站是一個地面車站，位於阅江中路与会展东路交会处。
另外，车站月台均会设有自动售票机、自动柜员机以及可视通话客服装置。
在车站建设时，由于需要进行有轨电车车辆的前期试车工作，车站加设了临时性接触网支撑架，后来多个车站亦陆续建成并投入试车工作，该支撑架之后拆除并被车站正式使用的顶棚取代。
| 地面 | 侧式站台 | 侧式站台                                      | 侧式站台 | 侧式站台 |
|      | 北站台   | █海珠有轨1号线 广州塔方向（下站：会展中）     |          |          |
|      | 南站台   | █海珠有轨1号线 万胜围方向（下站：琶洲大桥南） |          |          |
|      | 侧式站台 |                                               |          |          |

另外，在月台东侧的位置设有一条存车线以及一条单渡线，存车线供停放备用列车。往万胜围方向的列车可以以本站为临时终点站，列车清客后驶离月台通过单渡线驶入存车线。不过在广交会特别安排期间，部分列车会从两个始发站出发后，以本站作为终点站，在该安排下，往广州塔方向的列车可利用单渡线直接驶入万胜围方向的月台。

## 接驳交通
本站附近设有公交“会展东路站”。乘客亦可由此站前往临近的琶洲港澳码头出境乘船前往香港國際機場。
| 轮渡（琶洲港澳客运口岸） - 琶洲港澳码头 ↔ 香港海天客運碼頭 巴士 \| 编号 \| 编号 \| 线路 \| 线路 \| 线路 \| 收费 \| 备注 \| \| ---- \| ---- \| ---------- \| ---- \| ------ \| ---- \| ---- \| \| \| B7 \| 海珠客运站 \| ⇆ \| 车陂路 \| 2元 \| \| |      |            |      |        |      |      |
| 编号 | 编号 | 线路       | 线路 | 线路   | 收费 | 备注 |
| | B7   | 海珠客运站 | ⇆    | 车陂路 | 2元  |      |

## 历史
本站于2013年11月11日起随试验段工程一同开始建设，2014年12月31日，本站随线路开通試乘而启用。
受疫情防控措施影响，海珠有轨电车1号线曾于2022年11月5日至11月30日暂停服务，本站在此期间需要关闭。
本站于2017年底随海珠有轨电车1号线各站分获车站編號并被定编为「THZ1-08」，2025年为配合海珠有轨电车1号线广州塔站重置，本站编号变更为「THZ1-07」。